# Réunion-Halsbandsittich

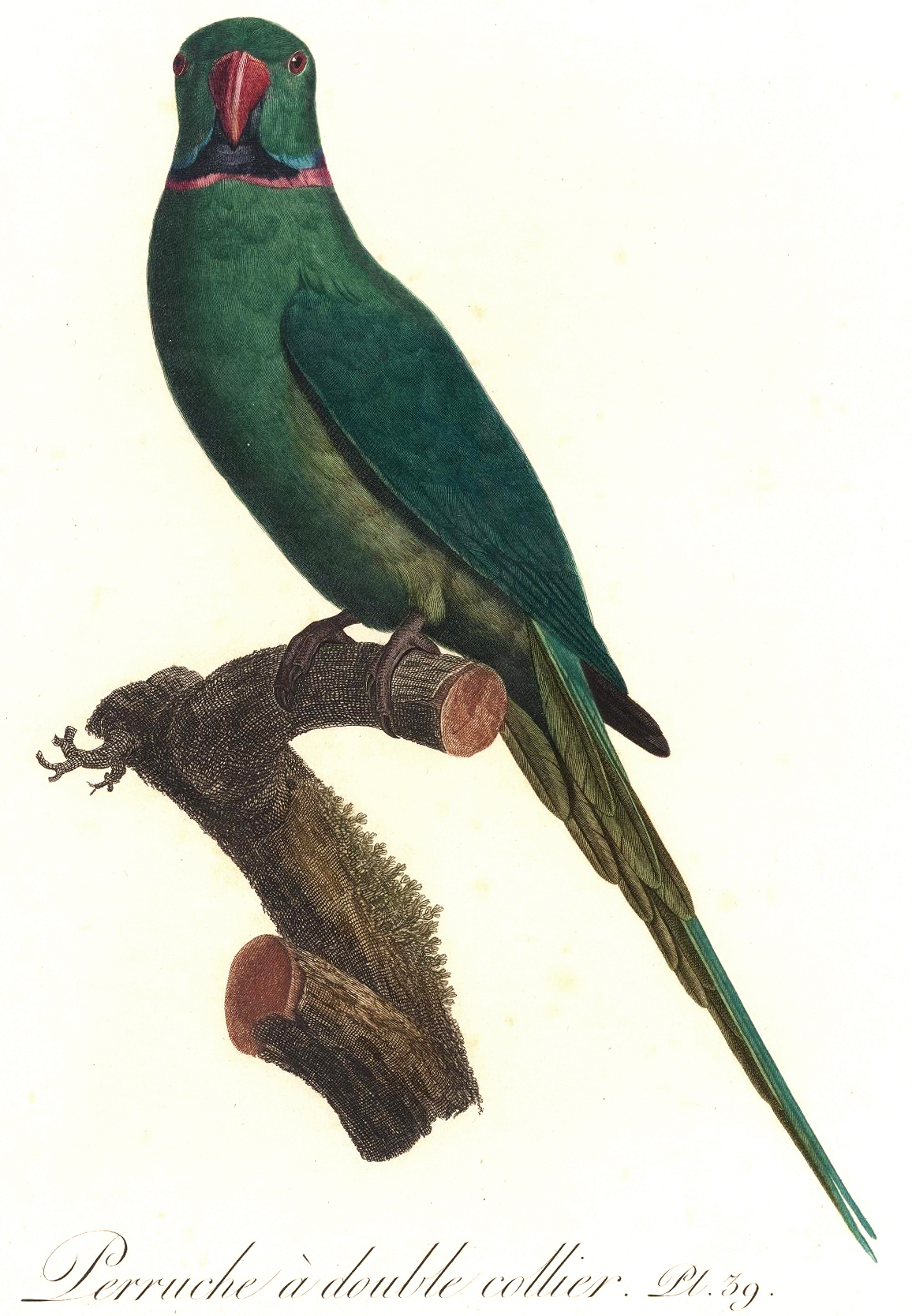
Darstellung von Jacques Barraband, 1801

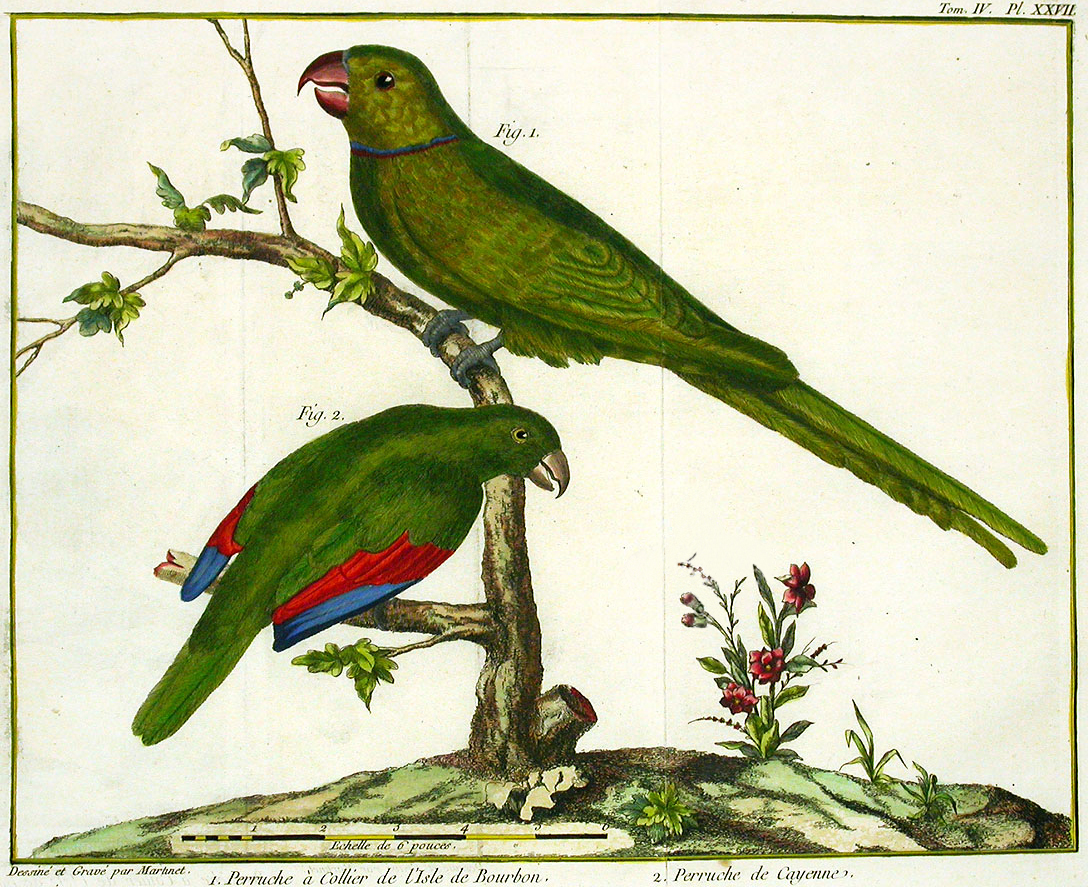
Réunion-Halsbandsittich (oben), Darstellung von François-Nicolas Martinet, 1760

Der Réunion-Halsbandsittich (Psittacula eques eques) ist nach aktuellem Kenntnisstand eine erloschene Population des Mauritiussittichs von der Insel Réunion. Sie war wahrscheinlich bereits gegen 1770 ausgestorben. DNA-Untersuchungen von 2015 ergaben, dass es sich wahrscheinlich um Unterarten derselben Art handelt. Eine Neubewertung aus dem Jahr 2021 kam zu dem Ergebnis, dass die Populationen nicht nur konspezifisch, sondern auch mit ziemlicher Sicherheit monotypisch sind.

## Systematik
Aufgrund der schmalen Beweislage ist schwer zu entscheiden, ob es sich bei den Vögeln von Mauritius und Réunion um unterschiedliche Arten handelte. Die Änderung der Nomenklatur von Psittacula echo stieß in der Literatur auf breite Zustimmung, und auch immer mehr Indizien sprechen dafür, dass der Réunion-Sittich, der bis dato nur von Gemälden und vom Hörensagen bekannt war, tatsächlich existiert hat. Man hat einen Balg im Royal Museum in Edinburgh und verschiedene Beschreibungen entdeckt. Die Frage, ob es sich um eine oder zwei Arten handelt, wird abhängig von Lumpern und Splittern bewertet. Eine DNA-Untersuchung von 2015 ergab, dass es sich wohl um eine Unterart von Psittacula eques handelt.

## Merkmale
Es gibt nur wenig Material über den Vogel. Soweit bekannt, existieren nur ein einziger Balg und wenige Zeichnungen und Beschreibungen. Man kann aber davon ausgehen, dass er dem Mauritius-Sittich von der Nachbarinsel bis auf Details der Zeichnung und der Gefiederfarbe ähnlich war.